# Уорд (тауншип, Миннесота)
Уорд (англ. Ward) — тауншип в округе Тодд, Миннесота, США. На 2000 год его население составило 471 человек.

## География
По данным Бюро переписи населения США площадь тауншипа составляет 94,0 км², из которых 92,9 км² занимает суша, а 1,1 км² — вода (1,16 %).

## Демография
По данным переписи населения 2000 года здесь находились 471 человек, 176 домохозяйств и 134 семьи.  Плотность населения —  5,1 чел./км².  На территории тауншипа расположено 213 построек со средней плотностью 2,3 построек на один квадратный километр. Расовый состав населения: 99,36 % белых, 0,21 % азиатов и 0,42 % приходится на две или более других рас. Испанцы или латиноамериканцы любой расы составляли 1,06 % от популяции тауншипа.
Из 176 домохозяйств в 34,1 % воспитывались дети до 18 лет, в 69,9 % проживали супружеские пары, в 3,4 % проживали незамужние женщины и в 23,3 % домохозяйств проживали несемейные люди. 22,2 % домохозяйств состояли из одного человека, при том 6,8 % из — одиноких пожилых людей старше 65 лет. Средний размер домохозяйства — 2,68, а семьи — 3,16 человека.
28,5 % населения — младше 18 лет, 5,9 % — в возрасте от 18 до 24 лет, 22,5 % — от 25 до 44, 27,2 % — от 45 до 64, и 15,9 % — старше 65 лет. Средний возраст — 40 лет. На каждые 100 женщин приходилось 114,1 мужчин.  На каждые 100 женщин старше 18 приходилось 116,0 мужчин.
Средний годовой доход домохозяйства составлял 33 304 доллара, а средний годовой доход семьи —  37 031 доллар. Средний доход мужчин —  29 750  долларов, в то время как у женщин — 22 500. Доход на душу населения составил 15 830 долларов. За чертой бедности не находилась ни одна семья и 1,9 % всего населения тауншипа, из которых 2,6 % старше 65 лет.